# Olympische Winterspiele 2010/Teilnehmer (Bulgarien)
| Gelbes Symbol für Goldmedaillen mit stilisierten Olympischen Ringen | Graues Symbol für Silbermedaillen mit stilisierten Olympischen Ringen | Braundes Symbol für Bronzemedaillen mit stilisierten Olympischen Ringen |
| ------------------------------------------------------------------- | --------------------------------------------------------------------- | ----------------------------------------------------------------------- |
| —                                                                   | —                                                                     | —                                                                       |

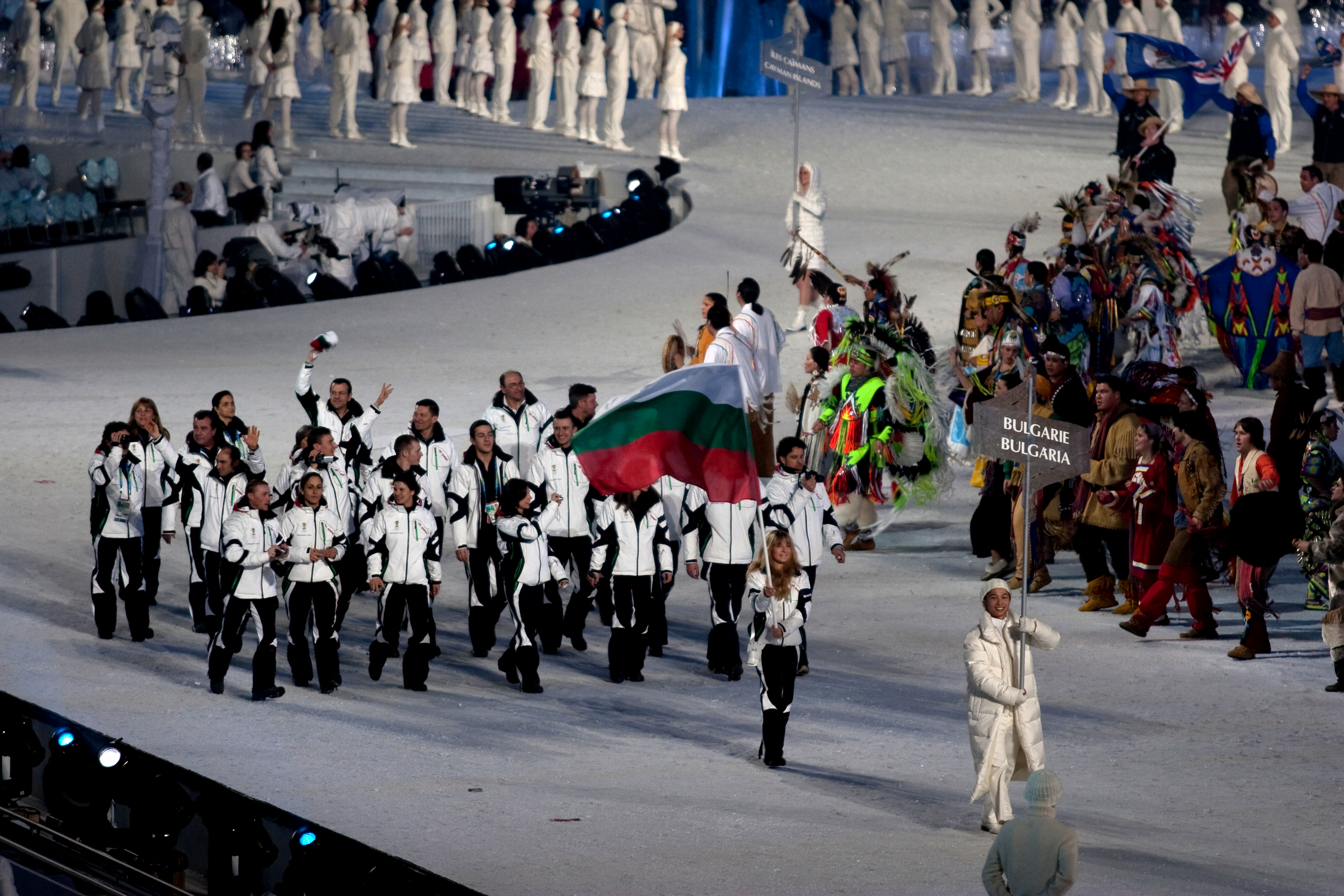
Einmarsch der bulgarischen Delegation

Bulgarien nahm an den Olympischen Winterspielen 2010 im kanadischen Vancouver mit 19 Sportlern in sechs Sportarten teil.

## Flaggenträger
Die Snowboarderin Aleksandra Schekowa trug während der Eröffnungsfeier die Flagge Bulgariens.

## Teilnehmer nach Sportarten

### Biathlon
| Männer - Krassimir Anew 10 km Sprint: 25. Platz 12,5 km Verfolgung: 45. Platz 20 km: 25. Platz 4 × 7,5 km Staffel: 16. Platz - Martin Bogdanow 20 km: 84. Platz - Wladimir Iliew 10 km Sprint: 83. Platz 20 km: 79. Platz 4 × 7,5 km Staffel: 16. Platz - Miroslaw Kenanow 10 km Sprint: 82. Platz 4 × 7,5 km Staffel: 16. Platz - Michail Kletscherow 10 km Sprint: 59. Platz 12,5 km Verfolgung: 44. Platz 20 km: 25. Platz 4 × 7,5 km Staffel: 63. Platz | Frauen - Nina Klenowska 7,5 km Sprint: 62. Platz 15 km Sprint: 48. Platz |

### Rennrodeln
Männer
- Petar Iliew: 35. Platz
- Iwan Papuktschiew: 37. Platz

### Shorttrack
| Männer - Assen Pandow 1000 m: 31. Platz | Frauen - Marina Georgiewa-Nikolowa 500 m: disqualifiziert 1500 m: 17. Platz - Ewgenija Radanowa 500 m: 9. Platz 1000 m: 25. Platz 1500 m: 7. Platz |

### Ski Alpin
| Männer - Kilian Albrecht Slalom: 20. Platz - Stefan Georgiew Abfahrt: ausgeschieden Super-G: 41. Platz Riesenslalom: 48. Platz Slalom: 25. Platz Kombination: 34. Platz | Frauen - Marija Kirkowa Abfahrt: 33. Platz Super-G: ausgeschieden Riesenslalom: im 1. Lauf ausgeschieden Slalom: im 1. Lauf ausgeschieden |

### Skilanglauf
| Männer - Wesselin Zinsow 15 km: 50. Platz 15 km Doppelverfolgung: ausgeschieden | Frauen - Antonija Grigorowa 10 km: 59. Platz 15 km Doppelverfolgung: 61. Platz - Teodora Maltschewa 10 km: 65. Platz |

### Snowboard
| Männer - Iwan Rantschew Parallel-Riesenslalom: 26. Platz | Frauen - Aleksandra Schekowa Snowboardcross: ausgeschieden |